# Spoorlijn Labouheyre - Bias
De spoorlijn Labouheyre - Bias was een spoorlijn van Labouheyre naar Bias in het Franse departement Landes. De lijn was 27,8 km lang.

## Geschiedenis
De lijn werd geopend door de Société des chemins de fer du Born et du Marensin op 12 juni 1910. Personenvervoer werd definitie opgeheven op 17 december 1947, goederenvervoer was er tot 1 juli 1969, daarna is de lijn gesloten en opgebroken.

## Aansluitingen
In de volgende plaats is of was er een aansluiting op de volgende spoorlijnen:
Labouheyre
RFN 655 000, spoorlijn tussen Bordeaux-Saint-Jean en en Irun
lijn tussen Labouheyre en Bias
lijn tussen Labouheyre en Sabres